# Championnats d'Europe de biathlon 2013
Navigation
Édition précédente Édition suivante
Les championnats d'Europe de biathlon 2013, vingtième édition des championnats d'Europe de biathlon, ont lieu du 18 au 26 février 2013 à Bansko, en Bulgarie. Ces championnats sont ouverts uniquement aux biathlètes âgés de 26 ans maximum. Des championnats d'Europe junior se déroulent conjointement pour les biathlètes de moins de 21 ans.

## Résultats et podiums

### Hommes
| Épreuves            | Or                         | Argent                     | Bronze          |
| ------------------- | -------------------------- | -------------------------- | --------------- |
| Individuel (20 km)  | Serhiy Semenov             | Tobias Arwidson            | Krasimir Anev   |
| Sprint (10 km)      | Vetle Sjåstad Christiansen | Benedikt Doll              | Artem Pryma     |
| Poursuite (12,5 km) | Benedikt Doll              | Vetle Sjåstad Christiansen | Timofey Lapshin |
| Relais (4 x 7,5 km) | Épreuve annulée            | Épreuve annulée            | Épreuve annulée |

### Femmes
| Épreuves           | Or                                                                            | Argent                                                                             | Bronze                                                                    |
| ------------------ | ----------------------------------------------------------------------------- | ---------------------------------------------------------------------------------- | ------------------------------------------------------------------------- |
| Individuel (15 km) | Anastasia Zagoruiko                                                           | Ane Skrove Nossum                                                                  | Monika Hojnisz                                                            |
| Sprint (7,5 km)    | Irina Starykh                                                                 | Juliya Dzhyma                                                                      | Monika Hojnisz                                                            |
| Poursuite (10 km)  | Monika Hojnisz                                                                | Franziska Preuss                                                                   | Karolin Horchler                                                          |
| Relais (4 x 6 km)  | Allemagne- Nicole Wötzel - Vanessa Hinz - Franziska Preuss - Karolin Horchler | Tchéquie- Jitka Landová - Lea Johanidesová - Eva Puskarčíková - Veronika Zvařičová | Ukraine- Juliya Dzhyma - Iana Bondar - Iryna Varvynets - Mariya Panfilova |

### Juniors

#### Hommes
| Épreuves            | Or                 | Argent         | Bronze             |
| ------------------- | ------------------ | -------------- | ------------------ |
| Individuel (15 km)  | Aleksandr Loguinov | Maxim Tsvetkov | Benjamin Plaickner |
| Sprint (10 km)      | Aleksandr Loguinov | Maxim Tsvetkov | Timur Makhambetov  |
| Poursuite (12,5 km) | Aleksandr Loguinov | Maxim Tsvetkov | Mathieu Legrand    |

#### Femmes
| Épreuves             | Or              | Argent           | Bronze           |
| -------------------- | --------------- | ---------------- | ---------------- |
| Individuel (12,5 km) | Anaïs Chevalier | Elena Ankudinova | Lisa Hauser      |
| Sprint (7,5 km)      | Uliana Kaisheva | Lisa Hauser      | Floriane Parrise |
| Poursuite (10 km)    | Patricia Jost   | Lisa Hauser      | Anaïs Chevalier  |

#### Mixte
| Épreuve                        | Or                                                                                    | Argent                                                                               | Bronze                                                                       |
| ------------------------------ | ------------------------------------------------------------------------------------- | ------------------------------------------------------------------------------------ | ---------------------------------------------------------------------------- |
| Relais (2 x 6 km + 2 x 7,5 km) | France- Anaïs Chevalier - Floriane Parrise - Mathieu Legrand - Quentin Fillon Maillet | Russie- Elena Badanina - Elena Ankudinova - Alexander Chernyshov - Timur Makhambetov | Ukraine- Yuliya Zhuravok - Alla Gylenko - Ruslan Tkalenko - Artem Tyshchenko |